# Lapptjärnen (Lycksele socken, Lappland, 718984-159571)
Lapptjärnen är en sjö i Lycksele kommun i Lappland och ingår i Umeälvens huvudavrinningsområde. Sjön har en area på 0,0669 kvadratkilometer och ligger 381 meter över havet.

## Delavrinningsområde
Lapptjärnen ingår i det delavrinningsområde (719036-159486) som SMHI kallar för Mynnar i Paubäcken. Medelhöjden är 385 meter över havet och ytan är 1,62 kvadratkilometer. Det finns inga avrinningsområden uppströms utan avrinningsområdet är högsta punkten. Vattendraget som avvattnar avrinningsområdet har biflödesordning 3, vilket innebär att vattnet flödar genom totalt 3 vattendrag innan det når havet efter 219 kilometer. Avrinningsområdet består mestadels av skog (57 procent) och sankmarker (24 procent). Avrinningsområdet har 0,16 kvadratkilometer vattenytor vilket ger det en sjöprocent på 10 procent.